# Sara McManus
Pour les articles homonymes, voir McManus.
Sara McManus, née le 13 décembre 1991 à Göteborg, est une curleuse suédoise. 

## Carrière
Elle fait partie de l'équipe suédoise vainqueur du tournoi féminin de curling aux Jeux olympiques d'hiver de 2018.
Elle remporte la médaille d'argent aux Championnats d'Europe de curling en 2016 et en 2017 et au Championnat du monde de curling féminin 2018.
Elle est championne du monde junior en 2010.
Elle remporte la médaille d'argent du Championnat du monde féminin de curling 2019.